# Rectolejeunea asiatica
Rectolejeunea asiatica là một loài Rêu trong họ Lejeuneaceae. Loài này được (Jovet-Ast & Tixier) R.M. Schust. miêu tả khoa học đầu tiên năm 1980.